# Clubiona lamina
Clubiona lamina là một loài nhện trong họ Clubionidae.
Loài này thuộc chi Clubiona. Clubiona lamina được miêu tả năm 2007 bởi Zhang, Zhu & Da-xiang Song.